# Charles Dewachtere
Charles Dewachtere (Charles Paul Dewachtere; * 22. Dezember 1927 in Gent; † 22. Juli 2020 in Gent) war ein belgischer Marathonläufer und Olympiateilnehmer.

## Leben
1951 wurde Dewachtere belgischer Landesmeister (auf einer Strecke von 35 km). 1952 verteidigte er seinen Titel auf einer möglicherweise zu kurzen Strecke in 2:23:08 h. Damit war er 1952 einer der schnellsten Marathonläufer aller Zeiten und einer der Favoriten für die Olympischen Spiele.
Durch eine Verletzung am Fersenbein kam er bei den Olympischen Spielen in Helsinki in 2:34:32 h nur auf den 18. Platz.
Eine Haftstrafe von 30 Monaten wegen einer aus dem Ruder gelaufenen Diskussion über Wechselgeld beendete frühzeitig die sportliche Karriere von Dewachtere.